# Лайлин Абу Хассан
Лайлин Абу Хассан (род. 16 января 1970, Джохор) — малайзийский хоккеист на траве, участник двух летних Олимпийских игр в составе национальной сборной. Тренер женской сборной Малайзии по хоккею на траве.

## Биография
В 1992 году Лайлин Абу Хассан был включён в состав сборной Малайзии для участия в летних Олимпийских играх в Барселоне. На групповом этапе малайзийские хоккеисты одержали лишь одну победу над новозеландской сборной и по дополнительным показателям заняли последнее место в своей группе. Абу Хассан сыграл во всех пяти матчах группового раунда, но не отметился в них результативными действиями. В классификационном турнире сборная Малайзии последовательно обыграла Аргентину (5:4) и Объединённую команду (4:3) и заняла итоговое 9-е место.
В 1996 году, по результатам квалификационного турнира, сборная Малайзии пробилась на летние Олимпийские игры. На групповом этапе малайзийские хоккеисты лишь дважды сумели сыграть вничью, разойдясь миром со сборными ЮАР (2:2) и Великобританией (2:2), потерпев поражения в оставшихся трёх встречах. В результате сборная Малайзии заняла последнее место в группе и приняла участие в классификационном турнире, по итогам которого заняла 11-е место. Абу Хассан принял участие в 5 матчах, но не отметился в них результативными действиями.
В составе сборной Малайзии принял участие в чемпионате мира 1998 года, где занял 11-е место.
После окончания спортивной карьеры стал тренером. Работал в юниорской и женской сборных Малайзии.